# (5188) Paine
(5188) Paine (1990 TZ2) – planetoida z pasa głównego asteroid okrążająca Słońce w ciągu 4,15 lat w średniej odległości 2,58 j.a. Odkryta 15 października 1990 roku.